# Алтайская духовная миссия
Алта́йская духо́вная ми́ссия (АДМ) — миссия Русской православной церкви в Западной Сибири, в Бийске, открытая в 1828 году по инициативе Императора Николая I и архиепископа Тобольского Евгения (Казанцева). Основным местом действия был Алтай, населённый инородцами, большей частью алтайцами-язычниками.
Архимандрит Макарий (Глухарёв), бывший ректор Костромской семинарии, возглавил миссию в 1830 году с центром в Улале. Изучил алтайский язык, составил его словарь, сделал переводы молитв, десяти заповедей, краткой священной истории, чина исповеди вопросов при крещении, нескольких псалмов, Евангелия от Матфея.
Оклад миссии был всего в 571 рублей, но Макарий сумел найти для неё богатых жертвователей в Тобольске и Москве, и все денежные средства свои, даже свой магистерский оклад употреблял на вспомоществование новым христианам. За 14 лет им было окрещено до 675 душ, устроено три миссионерских стана с двумя церквями и часовней, заведены Улалинское училище, женская благотворительная община и больница и устроено для новообращённых несколько оседлых поселений.
В 1844 года его преемником стал протоиерей Стефан Ландышев (из Нижегородской семинарии), а в последующем начальником миссии был архимандрит Владимир Петров (1866—1883).
В 1857 года увеличен оклад миссии до 5500 рублей в год и личный состав до 20 человек. С 1865 году на Алтае было открыто богослужение на местном языке.
Для своих многочисленных переводов миссия с 1874 году получила собственную цензуру и типографию. Число обращений стало считаться уже не десятками, а сотнями в год. К 1895 году миссия имела до 70 членов, 14 станов, до 47 церквей и молитвенных домов, два монастыря, приходское попечительство и многие благотворительные учреждения. Около своих станов она успела посадить на оседлое жительство более 10 000 человек кочевников.
В 1880 году Алтайский край, ещё с 1832 года приписанный к Томской епархии, получил викария, епископа Бийского. Первым епископом викарием поставлен был начальник миссии архимандрит Владимир.
Вслед за Алтайской миссией в Тобольской епархии, к которой она раньше принадлежала, возникли новые миссии, хотя и меньших размеров и с меньшими средствами. Обдорская (с 1832 года), Кондинская (1844), Сургутская (1867) и Туруханская (1850), причисленная с 1860 года к Енисейской епархии (с 1872 года закрыта). В южной части последней епархии с 1876 года открылась миссия в Минусинском округе, а в южных частях Томской епархии, отошедших в 1871 года к епархии Туркестанской, с 1868 года миссия Семиреченская, сосредоточенная около миссионерского братства в года Верном.
В 1882 году из Алтайской миссии выделилась новая миссия Киргизская с центром в Семипалатинске.
Деятельность АДМ прекратилась в 1919 году в связи с установлением Советской власти в Западной Сибири, хотя юридически миссия не была упразднена.